# Prefettura di Kpendjal
La prefettura di Kpendjal è una prefettura del Togo situata nella regione di Savane con 155.091 abitanti al censimento 2010. Il capoluogo è la città di Mandouri.